# Уэт, Густаво
Густаво Уэт Бобадилья (исп. Gustavo Huet Bobadilla, 22 ноября 1912 — 20 ноября 1951) — мексиканский полицейский, призёр Олимпийских игр по пулевой стрельбе.
Густаво Уэт родился в 1912 году в Мехико. В 1932 году он представлял свою страну на Олимпийских играх в Лос-Анджелесе. В соревнованиях по стрельбе из малокалиберной винтовки он выбил столько же очков, сколько и Бертиль Рённмарк из Швеции, однако выяснилось, что венгерский спортсмен Анталь Барат-Лемберковиц одним из своих выстрелов случайно попал в мишень Уэта, а не в свою, и поэтому Рёнмарку дали золотую медаль, а Уэту — серебряную.
Старший брат Густава Гильермо Уэт также выступал в стрельбе на Олимпийских играх, заняв в 1932 году в Лос-Анджелесе 17-е место в стрельбе из скорострельного пистолета.
Густаво Уэт трагически погиб в 1951 году в штате Пуэбла, когда во время несения им службы его насмерть сбил пьяный водитель.